# 斯摩棱斯克战争

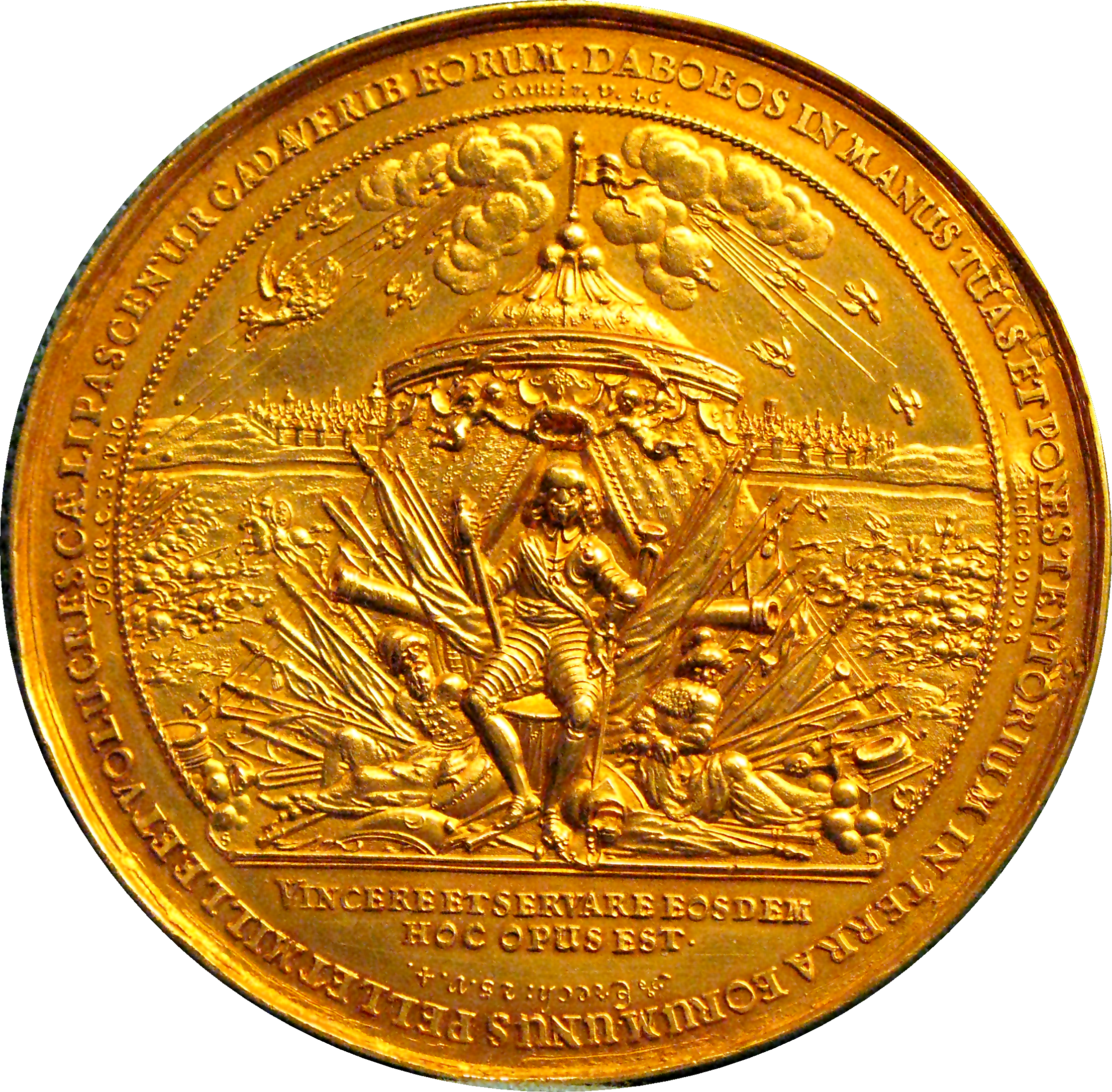
纪念瓦迪斯瓦夫四世·瓦萨在1634年于斯摩棱斯克战胜俄罗斯的奖章

斯摩棱斯克战争（1632年–1634年）是一起发生在波兰立陶宛联邦和沙俄之间的武装冲突。
1632年10月，沙俄为了重夺曾经是俄罗斯属地的斯摩棱斯克而发起了这场战争。虽然在这次战争里的各场小战役中，双方互有胜负，但最终俄军主力部队在1634年2月投降并签署了波尔亚诺夫卡条约。条约中俄罗斯承认波兰立陶宛联邦对斯摩棱斯克的主权，但实际上这一条约只维持了20年，随即爆发了新的波俄冲突，并导致波兰立陶宛联邦再次丢失对斯摩棱斯克的控制。

## 背景
1632年，波兰国王兼立陶宛大公齐格蒙特三世·瓦萨逝世。尽管联邦的贵族已迅速选择齐格蒙特的儿子瓦迪斯瓦夫四世·瓦萨作为他们的新统治者，波兰的邻居预期这个选举的过程会拖延，决定对这个弱点加以试探。 瑞典国王古斯塔夫二世·阿道夫向沙俄和奥斯曼帝国派遣使节，建议它们与瑞典组成联盟来发动对联邦的战争。
对此，联邦并没做好作战的准备。王室军队在1631年的兵力仅有3000人；斯摩棱斯克卫兵大约只有500多，并且驻守边境的大部分卫兵并非由常备军或雇佣军构成，而是由100至200名当地志愿兵构成。在意识到俄罗斯准备开战后，瑟姆（波兰立陶宛联邦议会）在1632年春通过征募了4500名新兵；在1632年中，斯摩棱斯克省总督代理人萨穆埃尔·德鲁茨基-索科灵斯基拥有500名新征募得来的志愿军，和2500名常备军及哥萨克军队。5月，参议院同意增兵，但是立陶宛大指挥官莱夫·萨佩哈反对，他坚称现有兵力已足够，且战争不会爆发。尽管如此，立陶宛陆军指挥官克雷什托夫·拉齐维乌还是新增兵2000人。
已收复空位时期部分失地的俄罗斯认为联邦会因国王之死而变弱，不等瑞军和奥斯曼军队开始行动就单方面开战了。俄罗斯的目标是，收复为结束上一次波俄战争，签订的杜里诺条约中，割让给联邦的斯摩棱斯克。斯摩棱斯克是联邦斯摩棱斯克省的首府，但也是兵家必争之地，曾在15世纪、16世纪和17世纪（在俄立战争中）多次易手。这场战争的主要支持者是宫廷中的反波派代表，沙皇的父亲菲拉列特主教。在受到泽姆斯基·绍博尔（俄罗斯议会）对复仇和收复失地的要求的刺激下，俄军向西进发。

## 战争
在富有经验的指挥官米哈伊尔·鲍里索维奇·沙因带领下，精心准备的俄军于1632年10月穿过立陶宛边界。沙因曾在之前的1609年-1611年围攻战中，与波军交战保卫斯摩棱斯克。在俄军进军过程中攻克了几座城镇和堡垒，并于1632年10月28日转而开始围攻斯摩棱斯克。同日，历史名镇多罗戈布被占。
文献中对俄军兵力的估计各不相同，从25000人到30000人 再到34500人 ，除此外他们还有160门大炮。与过去的俄军相比，沙恩军队的现代化程度叫人刮目相看。因为对装备毛瑟枪步兵（streltsy）的过时编制方式不满，俄罗斯人通过外国军官，按照西欧常备军、龙骑兵和德国骑兵的模式来训练和装备俄军，以期获得战斗力的提升。沙恩军队包括了八个这样的军团，共有14000至17000名士兵。

### 围攻斯摩棱斯克
驻扎在斯摩棱斯克的联邦军队有斯摩棱斯克卫兵（大约1600人和170门炮，由斯摩棱斯克省总督亚历山大·科尔温·戈谢夫斯基指挥），以及地方贵族通过征兵得到的1500名多壮丁。城防也在那时通过修建意大利式棱堡，而得到加强。
沙恩部在要塞四周修建围墙，并通过修建地道，挖空地基，将很大一截城墙和其中的一座守卫塔毁掉。俄罗斯的重炮（其中很大一部分从西方进口）在1632年12月抵达斯摩棱斯克，相同数量的重型枪支也在来年三月运抵同处。在炮兵试探性地轰炸斯摩棱斯克后，沙恩发起进攻，但被波兰驻军击退。但是围攻出现进展；斯摩棱斯克的城防被打出缺口，驻军伤亡惨重，且物资告罄。在1633年6月，部分士兵开始擅离部队，其他士兵准备投降。
尽管困难重重，总督代理萨穆埃尔·德鲁茨基-索科灵斯基指挥全城坚守到1633年结束，这时新选举国王瓦迪斯瓦夫四世治下的联邦组织增援部队。瑟姆在1632年10月31日就已得知俄罗斯入侵的消息，并从11月起，开始讨论增援的可行性。但是，讨论被一直拖到1633年春，这时瑟姆正式批准宣战，为增添合适兵力提供大量资金（6500万兹罗提，瓦迪斯瓦夫统治时期最高的税收金额）。增援部队将计划提供21500人的有效兵力，其中包括：24旗队翼骑兵（~3200名骑兵）、27旗队轻骑兵（也称作哥萨克骑兵，但并非由哥萨克人构成）（3600名骑兵）、10中队德国骑兵（~1700名骑兵）、7个立陶宛骑兵团（~780名骑兵）、7个大龙骑兵团（~2250名骑兵）、和至多20个步兵团（~12000人）。至少10000名步兵按西式管理方法管理，这在之前的联邦军队中，并不多见。
同时，立陶宛陆军指挥官兼维尔纽斯省省长克雷什托夫·拉齐维乌和总督戈谢夫斯基在距斯摩棱斯克30千米处搭建营地，这个基地从奥尔沙迁至巴尤夫、后来再迁至克拉斯内。1633年2月，他们部署4500名士兵（其中2000名步兵）突袭俄军后方，以打乱他们的后勤。指挥官拉齐维乌有时也设法突破俄军战线，将大约1000名士兵和物资带到斯摩棱斯克，以加强要塞，提高驻军的士气。
由国王亲自率领，兵力达25000人（其中有20000人属于联邦军队，根据亚谢尼察的说法）的增援部队于1633年夏到达斯摩棱斯克附近，并在1633年8月17日到达奥尔沙在9月的头几天，临近斯摩棱斯克的联邦增援部队中，主力部队兵力达14000人左右。但进来增援的俄军兵力达25000人。只有当蒂莫什·奥伦达伦科指挥，兵力达10000人至20000人的哥萨克援军在9月17日到达斯摩棱斯克时，联邦军队才会拥有数量优势。奥伦达伦科和马尔钦·卡扎诺夫斯基领导下的哥萨克准备突袭俄罗斯补给线，解救拉齐维乌和戈谢夫斯基的波兰立陶宛军队，来一起突围。

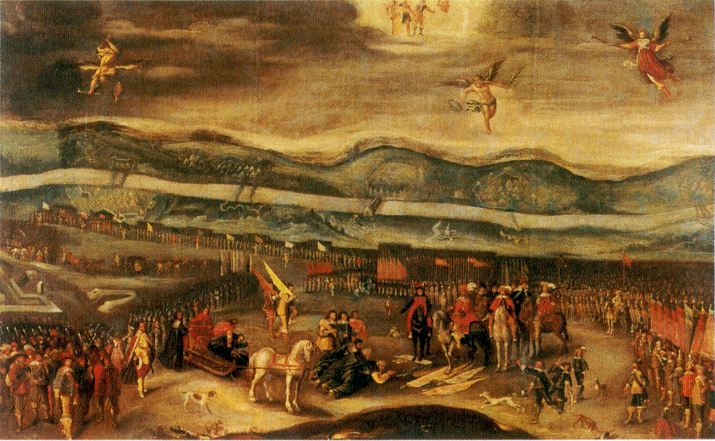
《米哈伊尔·沙因在斯摩棱斯克投降》，画家未知

瓦迪斯瓦夫的兄弟约翰二世·卡齐米日指挥了增援部队其中的一团。另一位知名指挥官是王室陆军指挥官马尔钦·卡扎诺夫斯基。联邦军队现代化的强力支持者，国王瓦迪斯瓦夫四世的确发挥了优秀战术家的才能，他的炮兵改革和西式城防在很大程度上促成了最后波兰立陶宛方的成功。他用滑膛枪取代以前的火绳枪，并使联邦炮兵标准化（引进3磅到6磅的团炮），这些改革都带给了联邦军队深远影响。
值得注意的是，包括翼骑兵在内的联邦骑兵限制了俄罗斯的流动性，让他们只得缩进他们的堑壕中。在一系列激烈的战斗中，联邦军队逐步越过俄罗斯的陆上防御。在九月末，围攻到达最后阶段。联邦军队在1633年9月28日夺取了俄罗斯的主要物资点，并在10月4日突围。
沙恩的军队撤至它的主要营地，但是这主要营地也在10月中旬被联邦军队包围。受困的俄军想要增援，但增援未能抵达，这时联邦和哥萨克的骑兵被送去破坏俄军后方。一些历史学家也提到了俄军的内讧和分裂，称这是他们无作为无能力的原因。（亚谢尼察将其归咎于俄罗斯军阀，帕克则归咎于外国雇佣军。）鞑靼入侵南俄边境加快了这场战争的进展，来自这些地区的士兵和波雅尔离开营地，回去保卫他们家乡去了。一些雇佣兵也开始反戈一击。
沙因在1634年1月开始投降协商；而谈判协商在2月全面展开。俄罗斯人最后在1634年2月25日签署投降协议，并在3月1日撤出营地。（理查德和布莱克等一些学者提出3月1日是沙因的投降日期。）在投降协议中，俄罗斯人不得不丢掉他们大部分的炮，但允许在庆功会后带走军旗，在庆功会上，这些军旗是要摆在国王瓦迪斯瓦夫前的。他们也承诺在接下来三个月内，不会与联邦军队发生任何冲突。在投降时，沙因的军队为12000人，但其中，包括外国分遣队在内的至少4000人都决定转而投奔联邦那一边。

### 其他战斗
该地区其他几座城镇和要塞也有较小战役发生。俄军在1632年进军占领了几个优势位置，但纳盖尔斯基推测，让他们先前的努力全部白费，并让他们输掉这场战争的原因是——他们主力部队和炮兵未能准时到达斯摩棱斯克。1633年7月，俄军占领了波拉茨克、韦利日和奥杰日什切镇。其中，俄军在波拉茨克与波军展开激烈冲突，并占领了全城和要塞局部。但是，他们对维捷布斯克和姆斯齊斯拉夫发起的进攻都被波军成功击退。波军准备围攻普季夫利，但由于他们哥萨克盟友的离弃，他们被迫撤退。
1633年秋，联邦军队重夺在一年前被俄军占领，后来成为了俄罗斯重要补给处的多羅戈布日。这让俄罗斯为沙因部增援的计划化为乌有，虽然无论如何，俄罗斯都不会在1634年前为此部署兵力5000人的军队。同年秋，王室大指挥官斯坦尼斯瓦夫·科涅茨波尔斯基在联邦南部击退奥斯曼的进攻，让他的部队能够制定围攻俄罗斯城镇谢夫斯克的计划；虽然科涅茨波尔斯基未能占领要塞，但是他的进攻将大批俄军紧紧固定在那里，让他们无法增援斯摩棱斯克。
在1634年春向斯摩棱斯克增援后，联邦军队向别雷进发，并在3月末到达该地附近。虽然他们设法占领了维亚济马。
但是军队重夺该镇的尝试并未成功。

## 波尔亚诺夫卡条约
到1634年春季，俄罗斯人已不仅失去沙因军队，也受到了在南方肆虐成灾的鞑靼人的威胁。菲拉列特主教在先前逝世，没了他，俄军士兵的战斗热情也减小了。甚至在1633年前，沙皇米哈伊尔·费奥多罗维奇·罗曼诺夫就在考虑如何才能最好地结束冲突。因为曾被选为俄罗斯沙皇，能够提出俄罗斯皇位的要求，国王瓦迪斯瓦夫希望继续战争，或者说因为波瑞阿尔特马克条约就要到期，他想让俄国的盟友与瑞典开战。但瑟姆不想再打了。譬如，普沃茨克主教斯坦尼斯瓦夫·武别尼斯基在沙因投降两周后写道：“我们的快乐在于留在我们边界之内，保证健康和福祉。”在哪一方都不愿再继续战斗的情况下，他们开始谈判，为的不是暂时的停战，而是“永久的和平”。 
谈判在1634年4月30日开始， 波尔亚诺夫卡条约在五月签署，终止了双方的敌对状态。条约肯定了战前状态，俄罗斯需赔巨额战争赔款（20000金卢布），同时瓦迪斯瓦夫放弃俄国皇位要求，返还了莫斯科皇权象征。亚谢尼察注意到，俄方就日后的国内稳定性看来，他们的军队占领的地方再怎么大，也不如瓦迪斯瓦夫放弃皇位所得来的利益高，俄罗斯虽然在军事上未能取胜，但在外交上取得了成功。赫列等其他作者也同意这一观点。

## 影响

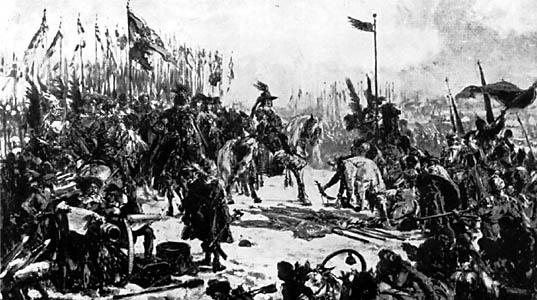
占领斯摩棱斯克后在斯摩棱斯克附近的，骑马的国王瓦迪斯瓦夫四世。扬·马特耶科绘，原件在二战丢失

双方都从西方引入新战术，军队和装备，但是联邦军队被证实比俄罗斯人更适应这些。但是，让俄罗斯与胜利失之交臂的主要原因是俄罗斯未能将攻城炮兵准时运抵斯摩棱斯克，且波兰骑兵切断了俄军的补给线。尽管如此，俄罗斯仍然需要一个替罪羊为这次战败负责：米哈伊尔·沙因和他的第二指挥官阿尔泰梅·伊兹麦洛夫，与后者的儿子瓦西里被指叛国，在1634年4月28日于莫斯科处决。
战后，瓦迪斯瓦夫将边疆城镇瑟尔佩斯克和邻近疆域让给俄国，希望说服沙皇加入反瑞阵营。但是，国王最后未能说服在瑟姆中，不愿于什图姆斯卡-维希条约签署后与瑞作战的反对者。俄罗斯人也不能在这样的联盟中看到好处，对此并不感兴趣，就这样，联盟的计划便化为乌有。
1634年，联邦在南方赢得了一场胜利，结束了与土耳其发生的战争。这些胜利与波尔亚诺夫卡条约一起，结束了自17世纪初开始，联邦与其邻国之间几乎不间断的几场战争。

## 进阶阅读
- （波兰語）Nagielski, Mirosław. . DiG. 2006年. ISBN 8371814100.
- （波兰語）Kupisz, Dariusz. . Bellona. 2001年. ISBN 8311092826.